# Cafetaleros de Chiapas
Cafetaleros de Chiapas fue un equipo de fútbol mexicano que jugaba en la Segunda División de México, tuvo como sede la ciudad de Tuxtla Gutiérrez en Chiapas, anteriormente el equipo tenía como sede la ciudad de Tapachula, en la misma entidad federativa. 
Entre 2015 y 2020 jugó en la Liga de Ascenso de México, el 26 de junio de 2020 la escuadra del circuito de plata se trasladó a la ciudad de Cancún, Quintana Roo y pasó a llamarse Cancún F. C. Tras este cambio, en Chiapas se mantuvo el equipo que competía en la Segunda División.En el 2021 se terminó la vinculación entre Cafetaleros de Chiapas y Cancún F.C., por lo que el equipo chiapaneco volvió a competir como una escuadra independiente, aunque continuando en la Segunda División.
En 2018, logró coronarse como campeón en la Final de Ascenso 2017-18 en ese momento siendo Cafetaleros de Tapachula derrotando a la escuadra de los Alebrijes de Oaxaca.
Sin embargo, no logró conseguir ascender a la Primera División de México por la falta de certificación de la liga, razón por la cual recibió dicha prima económica que rondó los 120 millones de pesos, convirtiéndolo en el primer club en conseguir únicamente un premio económico pese a ganar deportivamente su derecho a ascender a la Primera División.
En 2019, se trasladó a Tuxtla Gutiérrez para cumplir con los requisitos de certificación exigidos para ascender a la Liga MX, por este mismo motivo, el club pasó a denominarse Cafetaleros de Chiapas para representar a todo el estado.
En junio de 2024, la directiva del Club Cafetaleros de Chiapas planteó convertir al equipo en una escuadra para futbolistas reservas y juveniles del nuevo Jaguares Fútbol Club, sin embargo, el 12 de julio el proyecto de Jaguares de Chiapas fue rechazado por la asamblea de dueños de la Liga de Expansión MX,en consecuencia el nuevo equipo chiapaneco competirá en la Liga Premier - Serie A utilizando la plaza que había sido utilizada por los Cafetaleros, por lo que en la práctica el equipo aromático dejó de existir.

## Historia

### Cafetaleros de Tapachula
El equipo nació el 25 de mayo de 2015, cuando los Estudiantes de Altamira anunciaron su cambio de sede de Altamira, Tamaulipas a Tapachula, ubicado en el estado de Chiapas, debido a adeudos y problemas financieros, mismos que orillaron al empresario Enrique de Hita Yibale a trasladar la franquicia de su propiedad, para en sociedad con empresarios chiapanecos y apoyos gubernamentales operar bajo el nombre de Cafetaleros de Tapachula.
En ese mismo año, de su fundación llegaría a la Liguilla obteniendo una corta pero emocionante actuación ante los Bravos de Ciudad Juárez. El equipo alcanzaría a obtener una de las mayores aficiones del Ascenso MX, llenando de 70% a 80% su estadio en cada partido.
A partir de 2017, se convertiría en el equipo principal del estado de Chiapas debido al descenso y desintegración de Chiapas FC. Desde ese año representa al estado en diferentes torneos como son Ascenso MX, Copa MX y Copa Mesoamericana en la que participan dos equipos de Guatemala, los Cafetaleros y un invitado de la Primera División de México, organizado todos los partidos en el Estadio Olímpico de Tapachula.
Consiguió coronarse por primera vez en la Liga de Ascenso MX en el mundialista Estadio Jalisco al empatar el encuentro de vuelta 2-2 pero ganando con un marcador global 2-3 contra los Leones Negros de la Universidad de Guadalajara, y así llegar al partido para definir quien se hará acreedor del premio económico contra los Alebrijes de Oaxaca, puesto que ninguno está certificado para ascender a la Liga MX.
Cafetaleros de Tapachula aprovechó su condición de local al golear a Alebrijes de Oaxaca por 5-1 en la Final de Ida del Ascenso MX y en el juego de vuelta solamente perdió 2-1, con un marcador global de 6-3 el cual hizo acreedor al equipo tapachulteco a la bolsa millonaria y al título de campeón de campeones de la Liga de Ascenso MX 2017-2018.

### Cafetaleros de Chiapas
El 28 de mayo de 2019, se hizo oficial la mudanza del equipo a Tuxtla Gutiérrez, capital del estado, para cumplir con los requisitos de infraestructura exigidos por la Liga MX para lograr el ascenso de categoría, situación que se no pudo cumplir en Tapachula. Sin embargo, el día del anuncio de su cambio a Tuxtla Gutiérrez se confirmó también desde la FMF que todos los equipos del Ascenso MX quedaron certificados para ascender a la máxima categoría sin importar los requisitos de infraestructura y otros.
Como consecuencia del traslado de sede, el equipo pasó a llamarse Cafetaleros de Chiapas para representar a todo el estado y cambió sus colores originales al dorado y el negro.
Luego de confirmarse la mudanza de Cafetaleros a Tuxtla Gutiérrez, se anunció a Gabriel Ernesto Pereyra como director técnico acompañado de Salvador Cabañas y Miguel Ángel Casanova como auxiliares. También se dio a conocer el establecimiento de tres equipos profesionales pertenecientes a la franquicia: el de Ascenso MX; uno en la Liga Premier Serie A, con sede en Tapachula y una escuadra de la Tercera División de México localizada en Motozintla. Además de la apertura de una red de fuerzas básicas.
El 26 de junio de 2020 se anunció que el club cambió de nombre y sede a su equipo principal, que jugaría en la nueva Liga de Expansión, para trasladarlo a la ciudad de Cancún, Quintana Roo y renombrarlo como Cancún Fútbol Club. Sin embargo, la institución mantuvo su equipo "B" el cual compite en la Segunda División, y tenía su sede en Tapachula. Mientras que el equipo de la Tercera División también fue llevado a Cancún.
En julio de 2020, el equipo de Liga Premier fue trasladado a Tuxtla Gutiérrez, además, se nombró a Miguel Ángel Casanova como nuevo director técnico, por otro lado se colocó a Carlos y Michel Mardones como los nuevos directivos de este club, el cual tiene derecho a ser ascendido a la Liga de Expansión.

## Uniformes

### Uniformes actuales
- Uniforme local: Camiseta a rayas blancas, doradas y negras, pantalón y medias blancas.
- Uniforme visitante: Camiseta negra con una línea diagonal dorada, pantalón y medias negras.
- Marca: Silver Sport Wear (2015-presente)

| Primer Uniforme | Segundo Uniforme |

### Uniformes anteriores
| 2021-2022       | 2021-2022        | 2021-2022       | 2021-2022 | 2021-2022 | 2021-2022 | 2021-2022 | 2021-2022 | 2021-2022 | 2021-2022 | 2021-2022 |
| --------------- | ---------------- | --------------- | --------- | --------- | --------- | --------- | --------- | --------- | --------- | --------- |
| Primer Uniforme | Segundo Uniforme |                 |           |           |           |           |           |           |           |           |
| 2020-2021       |                  |                 |           |           |           |           |           |           |           |           |
| Primer Uniforme | Segundo Uniforme |                 |           |           |           |           |           |           |           |           |
| 2019-2020       |                  |                 |           |           |           |           |           |           |           |           |
| Primer Uniforme | Segundo Uniforme | Tercer Uniforme |           |           |           |           |           |           |           |           |
| 2018-2019       |                  |                 |           |           |           |           |           |           |           |           |
| Primer Uniforme | Segundo Uniforme |                 |           |           |           |           |           |           |           |           |
| 2017-2018       |                  |                 |           |           |           |           |           |           |           |           |
| Primer Uniforme | Segundo Uniforme | Tercer Uniforme |           |           |           |           |           |           |           |           |
| 2016-2017       |                  |                 |           |           |           |           |           |           |           |           |
| Primer Uniforme | Segundo Uniforme | Tercer Uniforme |           |           |           |           |           |           |           |           |
| 2015-2016       |                  |                 |           |           |           |           |           |           |           |           |
| Primer Uniforme | Segundo Uniforme | Tercer Uniforme |           |           |           |           |           |           |           |           |

## Estadio

### Olímpico de Tapachula

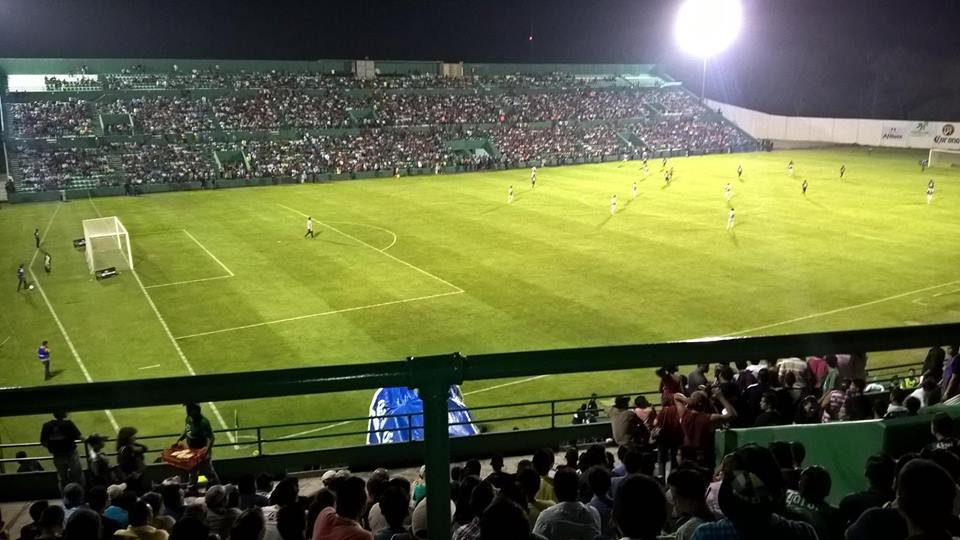
Estadio Olímpico de Tapachula.

El Estadio Olímpico de Tapachula es un estadio de fútbol ubicado en la ciudad de Tapachula en Chiapas. Cuenta con una capacidad de 21,018 espectadores. En él, tuvo sus partidos de local el equipo de los Cafetaleros de Tapachula de la Liga de Ascenso de México.
El estadio fue construido por parte del gobierno del estado y el ayuntamiento de la ciudad, con la finalidad de llevar el deporte a la ciudad. Se inauguró el 10 de octubre de 1988 con un partido entre el América de México y el Aurora de Guatemala. El resultado fue de 2-0 a favor de los azulcremas. Con el paso de tiempo el estadio fue deteriorándose, no hubo mayor novedad más que recibir a la Selección Mexicana. Hasta que en 2003 llegó el fútbol profesional al estadio, con la llegada de los Jaguares de Tapachula que serían la filial de los de Tuxtla Gutiérrez. Vivió dos etapas, pues en la primera solo duraron un año ya que descenderían a la Segunda División de México. Pero en 2007 el equipo regresaría a la ciudad solo para estar dos años más pues se culminaría un nuevo descenso.
El estadio se consideró un elefante blanco ya que no había utilización de ningún tipo y hasta servía como nido de delincuencia, hasta que llegaron los Ocelotes UNACH a la plaza. Fue entonces que el gobierno se vio obligado a invertir en su mantenimiento.

### Víctor Manuel Reyna
El Estadio Víctor Manuel Reyna es un estadio de fútbol ubicado en la ciudad de Tuxtla Gutiérrez en Chiapas. Cuenta con una capacidad de 29,001 espectadores. En él, tiene sus partidos de local el equipo de los Cafetaleros de Chiapas de la Liga de Ascenso de México desde el Torneo Apertura 2019.

## Temporadas
Franquicia Estudiantes Altamira
| Temporada     | División           | Posición                   | Copa             |
| ------------- | ------------------ | -------------------------- | ---------------- |
| Apertura 2015 | 2.Ascenso Mx       | 7o. (Cuartos)              | Grupos           |
| Clausura 2016 | 2.Ascenso Mx       | 3o. (Cuartos)              | Grupos           |
| Apertura 2016 | 2.Ascenso Mx       | 16o.                       | Grupos           |
| Clausura 2017 | 2.Ascenso Mx       | 12o.                       | No               |
| Apertura 2017 | 2.Ascenso Mx       | 10o.                       | No               |
| Clausura 2018 | 2.Ascenso Mx       | 8o. Campeón                | Cuartos de final |
| Apertura 2018 | 2.Ascenso Mx       | 12°.                       | Octavos          |
| Clausura 2019 | 2.Ascenso Mx       | 13°.                       | Grupos           |
| Apertura 2019 | 2.Ascenso Mx       | 8°.                        | Octavos          |
| Clausura 2020 | 2.Ascenso Mx       | 12°.                       | Octavos          |
| 2020-2021     | 3. Segunda Serie A | 4°. Grupo II (Cuartos)     | No celebrada     |
| Apertura 2021 | 3. Segunda Serie A | 1°. Grupo II (Semifinales) | No celebrada     |
| Clausura 2022 | 3. Segunda Serie A | 2°. Grupo II (Final)       | No celebrada     |
| Apertura 2022 | 3. Segunda Serie A | 2°. Grupo II (Semifinales) | No celebrada     |
| Clausura 2023 | 3. Segunda Serie A | 3°. Grupo II (Semifinales) | No celebrada     |
| 2023-2024     | 3. Segunda Serie A | 10°. Grupo III             | No celebrada     |

## Palmarés
| Competición Nacional     | Títulos       | Subcampeonatos |
| ------------------------ | ------------- | -------------- |
| Ascenso MX (1/0)         | Clausura 2018 |                |
| Campeón De Ascenso (1/0) | 2017-18       |                |
| Segunda Serie A (0/1)    |               | Clausura 2022  |

## Datos
- Torneos En 1. Liga MX: 0
- Torneos En 2. Ascenso MX: 6
- Participaciones En Copa MX: 4
- 'Máxima goleada en contra: Monterrey vs Cafetaleros de Chiapas 6 - 0 (Copa Mx 19 - 20) Fase de grupos

* 'Máxima goleada a favor:' Cafetaleros de Chiapas vs Monarcas Morelia 4 - 1 (Copa Mx 19 - 20) Octavos de final
- Campeones De Goleo:

 Ismael Valadéz (Clausura 2016 , 10 goles).

## Filiales

### Liga Premier
El club Cafetaleros de Chiapas "B", también conocido como Cafetaleros de Tapachula, fue el primer filial de los Cafetaleros de Chiapas y participaba en el Grupo 2 de la Serie A de la Segunda División de México. Jugó sus partidos como local en el Estadio Olímpico de Tapachula, sede que entre 2015 y 2019 ocupó el primer equipo de esta institución. En 2020, este equipo se convirtió en el cuadro principal de la institución debido a que la escuadra de Ascenso MX se mudó a la ciudad de Cancún, Quintana Roo y se convirtió en Cancún Fútbol Club.

### Tercera División
Desde su creación, Cafetaleros mantuvo un cuadro en la Tercera División de México con sede en Tapachula, hasta 2019, cuando este equipo se trasladó a Motozintla. Entre 2015 y 2018, el equipo chiapaneco también tuvo un tercer equipo afiliado, que jugaba bajo el nombre Cafetaleros Formafutintegral y tenía su sede en el Estado de México.
Cafetaleros "TDP"
| Temporada | División           | Posición       |
| --------- | ------------------ | -------------- |
| 2017/2018 | 5.Tercera División | 8o. Grupo III  |
| 2018/2019 | 5.Tercera División | 11o. Grupo III |
| 2019/2020 | 5.Tercera División | 1.º Grupo III  |

Cafetaleros "Formafutintegral"
| Temporada | División           | Posición      |
| --------- | ------------------ | ------------- |
| 2017/2018 | 5.Tercera División | 10o. Grupo IV |